# Henrike Heise
Henrike Heise (* 25. April 1971 in Hannover) ist eine deutsche Chemikerin und Professorin für Biomolekulare Festkörper-NMR-Spektroskopie an der Heinrich-Heine-Universität Düsseldorf und dem Forschungszentrum Jülich.

## Leben und Wirken
Heise studierte von 1990 bis 1996 an der Technischen Universität München Chemie und wurde 1999 mit der Dissertation Festkörper-MAS-NMR-Spektroskopie metallorganischer Sandwichverbindungen und verschiedener Nitronylnitroxid-Radikale bei F. H. Koehler mit dem Prädikat summa cum laude promoviert. Gefördert mit einem Feodor-Lynen-Stipendium der Alexander-von-Humboldt-Stiftung forschte sie 2000–2002 bei Alexander Pines an der University of California, Berkeley. Mit einem Liebig-Stipendium des Fonds der Chemischen Industrie arbeitete Heise 2002–2007 am Max-Planck-Institut für biophysikalische Chemie in Göttingen. 2007 folgte Heise einem Ruf auf eine Professur am Institut für physikalische Biologie an der Heinrich-Heine-Universität Düsseldorf und dem Forschungszentrum Jülich nach dem inversen Jülicher Modell.
Henrike Heise ist Mitglied der Gesellschaft Deutscher Chemiker und seit 2017 im Vorstand der Fachgruppe Magnetische Resonanz.

## Forschungsschwerpunkt
Heise leitet seit 2007 die Arbeitsgruppe Biomolekulare Festkörper-NMR-Spektroskopie in der Mathematisch-Naturwissenschaftlichen Fakultät der Heinrich-Heine-Universität Düsseldorf. Die Schwerpunkte ihrer Forschung liegen in der strukturellen Charakterisierung von Proteinfaltung sowie Aggregation und Fehlfaltung mit Hilfe der Festkörper-NMR-Spektroskopie. Besonderes Interesse gilt den ungefalteten und fehlgefalteten Proteinen, die bei neurodegenerativen Erkrankungen eine Rolle spielen, wie zum Beispiel Prionen, die die Creutzfeldt-Jakob-Krankheit kennzeichnen oder alpha-Synuclein, dessen Aggregation in Verbindung mit der Parkinson-Krankheit steht. Proteine sind komplex gefaltete dreidimensionale Gebilde. Kommt es zu Faltungsfehlern, verlieren die Proteine ihre biologische Funktion und können in der Folge solche Erkrankungen verursachen. Für die Rinderkrankheit BSE und die Creutzfeld-Jakob-Erkrankung beim Menschen sind Prionen verantwortlich, Aggregate aus fehlgefalteten körpereigenen Proteinen, die ihre falsche Struktur auf andere Proteine übertragen können – und damit ansteckend sind. Erkenntnisse über die Bildung von fehlerhaften und krankmachenden Proteinstrukturen sind im Ergebnis die Voraussetzung für neue Therapieansätze.
Heise setzt Verfahren wie die Dynamische Nukleare Polarisation (DNP) in Verbindung mit Festkörper-NMR-Spektroskopie ein, um zum Beispiel strukturelle Gruppen denaturierter und ungefalteter Proteine zu charakterisieren oder oberflächengebundene, funktionelle Gruppen in organischen Materialien zu untersuchen.

## Publikationen (Auswahl)
- mit Dieter Willbold, Birgit Strodel, Gunnar F. Schröder, Wolfgang Hoyer: Amyloid-type Protein Aggregation and Prion-like Properties of Amyloids. In: Chemical Reviews. Band 121, Nr. 13, 14. Juli 2021, doi:10.1021/acs.chemrev.1c00196, S. 8285–8307.
- mit Anna S. König, Nadine S. Rösener, Lothar Gremer, Markus Tusche, Daniel Flender, Elke Reinartz, Wolfgang Hoyer, Philipp Neudecker, Dieter Willbold: Structural details of amyloid β oligomers in complex with human prion protein as revealed by solid-state MAS NMR spectroscopy. In: Journal of Biological Chemistry. Band 296, 3. März 2021, 100499, doi:10.1016/j.jbc.2021.100499.
- mit Lothar Gremer, Daniel Schölzel, Carla Schenk, Elke Reinartz, Jörg Labahn, Raimond B. G. Ravelli, Markus Tusche, Carmen Lopez-Iglesias, Wolfgang Hoyer, Dieter Willbold, Gunnar F. Schröder: Fibril structure of amyloid-β(1–42) by cryo–electron microscopy. In: Science. Band 358, Nr. 6359: Single-cell genomics. 6. Oktober 2017, doi:10.1126/science.aao2825.
- mit Damla Pinar Karpinar, Madhu BabuGajula Balija, Sebastian Kügler, Felipe Opazo, Nasrollah Rezaei-Ghaleh, Nora Wender, Hai-Young Kim, Grit Taschenberger, Bjorn H. Falkenburger, Ashutosh Kumar, Dietmar Riedel, Lars Fichtner, Aaron Voigt, Gerhard H. Braus, Karin Giller, Stefan Becker, Alf Herzig, Marc Baldus, Herbert Jäckle, Stefan Eimer, Jörg B. Schulz, Christian Griesinger, Markus Zweckstetter: Pre-fibrillar α-synuclein variants with impaired β-structure increase neurotoxicity in Parkinson's disease models. In: The EMBO Journal. Band 28, 21. Oktober 2009,  doi:10.1038/emboj.2009.257, S. 3256–3268.
- mit Wolfgang Hoyer, Stefan Becker, Ovidiu C. Andronesi, Dietmar Riedel, Marc Baldus: Molecular-level secondary structure, polymorphism, and dynamics of full-length α-synuclein fibrils studied by solid-state NMR. In: Proceedings of the National Academy of Sciences (PNAS). Band 102, Nr. 44, 24. Oktober 2005, doi:10.1073/pnas.0506109102, S. 15871–15876.
- mit Ovidiu C. Andronesi, Stefan Becker, Karsten Seidel, Howard S. Young, Marc Baldus: Determination of Membrane Protein Structure and Dynamics by Magic-Angle-Spinning Solid-State NMR Spectroscopy. In: Journal of the American Chemical Society. Band 127, Nr. 37, 26. August 2005,  doi:10.1021/ja0530164, S. 12965–12974.
- mit Carlos A. Meriles, Dimitris Sakellariou, Adam J. Moule, Alexander Pines: Approach to High-Resolutionex Situ NMR Spectroscopy. In: Science. Band 293, Nr. 5527, 6. Juli 2001, doi:10.1126/science.1061498, S. 82–85.